# Улица Хохлова
У́лица Хохло́ва — улица в городе Гатчина Ленинградской области.
Улица начинается от проспекта 25 Октября, идёт, немного изгибаясь, в северо-западном направлении на протяжении около 400 м, недалеко от Берёзовых ворот Дворцового парка поворачивает на северо-восток и тянется ещё примерно на 900 м по границе микрорайона Хохлово поле до пересечения с улицей 7 Армии.

## История
Старейшая улица микрорайона Хохлово поле. Первое название улицы — Берёзовая. Название произошло от Берёзовых ворот и Берёзового домика — парковых сооружений Дворцового парка Гатчины, поскольку первоначально улица начиналась именно от Берёзовых ворот. Среди горожан было распространено и её неофициальное название — Фрейлинская, так как жителями улицы были, в основном, служители «гатчинского двора».
Первое упоминание о Берёзовой улице встречается в объявлении, опубликованном в газете «Санкт-Петербургские ведомости» в мае 1837 года: «От Гатчинского Городового Правления. Не пожелает ли кто, в течение нынешнего летнего сезона на нижеозначенных подведомственных сему Правлению сенокосов скашивать траву в свою пользу… у Берёзовой улицы».
Во второй половине XIX века по Берёзовой улице проходила граница города, а на месте нынешнего района Хохлово поле располагался луг. В 1875 году на улице находилось всего 7 земельных участков, из которых застроено было только два.
В 1914 году улица была переименована в Гернетовскую в честь генерал-лейтенанта Константина Карловича Гернета, который с 1891 по 1913 годы занимал пост коменданта Гатчины.
С 4 ноября 1922 года стала называться улицей Хохлова в честь Василия Хохлова, который в январе 1919 года был избран председателем Гатчинского городского Совета рабочих, крестьянских и солдатских депутатов. В августе того же года он был направлен на Южный фронт и в 1921 году погиб в бою с махновцами.
В начале 1990-х годов обсуждался вопрос о возвращении улице её исторического названия Берёзовая, но этого не произошло.

## Достопримечательности
В 1913 году на Берёзовой улице был построен особняк для С. В. Рождественского — историка Гатчины, автора книги «Столетие города Гатчины». Это одноэтажное каменное здание в стиле модерн, архитектор — Н. В. Гастев. Ныне в этом здании (дом № 2А) располагается Дворец бракосочетаний.

## Предприятия и организации
На улице расположены:
- Автобусный парк Национальной транспортной ассоциации (ХК «Питеравто» (ООО «Вест-Сервис, ООО «Транс-Балт», гатчинский филиал; бывшее ОАО «Гатчинапассажиравтотранс»)
- Торговый центр «Квартет» и кафе «Соняшник»
- Детская поликлиника
- Психоневрологический и наркологический диспансеры
- Дворец бракосочетаний
- Редакция газеты «Гатчинская правда»
- Магазин «Магнит»
- Цех валяльной обуви Гатчинского промкомбината

## Перекрёстки и организация движения
Улица образует перекрёстки со следующими магистралями:
- с проспектом 25 Октября
- с улицей Крупской
- с улицей Коли Подрядчикова
- с улицами Гагарина и Академика Константинова
- с улицей 7 Армии

На участке от улицы 7 Армии до улицы Коли Подрядчикова движение по улице является односторонним.
На участке от проспекта 25 Октября до улицы Коли Подрядчикова проходит автобусный маршрут К-27.